# 希拉克略二世
希拉克略二世（1720年11月7日—1798年1月11日）或譯伊拉克略二世，亦稱小卡赫蒂安（პატარა კახი），是卡爾特利-卡赫蒂王國合併後第一位國王。